# Les Hommes creux
Les Hommes creux (The Hollow Men) est un poème américain de T. S. Eliot (il n'est pas encore naturalisé britannique) publié en 1925. Ses thèmes, comme dans beaucoup de poèmes d'Eliot, se chevauchent et sont fragmentaires, mais il s'inscrit dans l'après-Première Guerre mondiale en Europe, et traite du désespoir et de la conversion religieuse, tout en ayant probablement comme arrière-fond le mariage raté d’Eliot.
Le poème est divisé en cinq parties et se compose de 98 vers dont les quatre derniers sont « probablement les lignes les plus citées de tous les poètes du XXe siècle écrivant en anglais ».

## Contenu
Comme dans la plupart des poèmes d'Eliot, les personnages semblent suivre un voyage conjointement physique et spirituel. Ce voyage pourrait être celui d'une âme mortelle dans un autre monde. Ces « hommes creux » parlent à la première personne du pluriel, et ont la conscience, l'humilité et la reconnaissance de leur culpabilité et de leur statut d'âmes brisées et perdues.
Les « hommes creux » ne parviennent pas à transformer leurs mouvements en actions, leurs pensées en créations, leurs désirs en réalisations. Cette prise de conscience de la division entre pensée et action, mais aussi des « différents royaumes de la mort », ajoutée à un diagnostic aigu de leur propre vacuité (hollow signifiant creux ou vain), les empêche de progresser et de surmonter leur insensibilité spirituelle. Dans la dernière section, alors que le poème et le voyage se terminent, ils voient « l’horreur, l’horreur » que Kurtz voit Au cœur des ténèbres. A cet instant du poème, le langage s'effondre, avec tout espoir pour le monde matériel, comme le traduit l'aspect syncopé de cette section, qui se clôt sur ces derniers vers « C'est ainsi que finit le monde / Pas sur un boom, mais sur un gémissement ».

## Contexte et écriture
Eliot a affirmé plus tard avoir créé le titre Les Hommes creux en combinant les titres du roman The Hollow Land de William Morris et le poème The Broken Men de Rudyard Kipling, mais il est possible qu'il s'agisse d'une des nombreuses mystifications construites d’Eliot, et que le titre tire son origine de manière plus transparente de Julius Caesar de Shakespeare, ou du personnage de Kurtz dans Au cœur des ténèbres de Joseph Conrad, qualifié de « trompe-l'œil » et de « creux au centre ».
Les deux épigraphes du poème Messa Kurtz - lui mort et Un sou pour le vieux type sont des allusions au personnage de Conrad (dans Au Cœur des ténèbres) pour la première, et à Guy Fawkes pour la deuxième. Ce dernier avait tenté d'incendier le Parlement anglais, et son effigie d'homme de paille est brûlée chaque année au Royaume-Uni lors de la Guy Fawkes Night, le 5 novembre. Le titre d'Eliot, Les Hommes creux, peut également faire référence aux feux de joie qui accompagnent la célébration de la Veille des Hallows, le 31 octobre, et qui, aux États-Unis notamment, ont été confondus avec les célébrations de Guy Fawkes au cours du XIXe siècle.
Certains critiques ont lu le poème selon trois perspectives, chacune représentant une phase de passage d'une âme dans l'un des royaumes de la mort (« royaume rêvé de la mort », « royaume du crépuscule de la mort » et « l'autre royaume de la mort »). Eliot décrit comment les vivants souhaitent être vus par « Ceux qui ont traversé / Avec des yeux directs [...] pas aussi perdus / Des âmes violentes, mais seulement / Comme des hommes creux / Des hommes bourrés ». L’image des yeux occupe une place importante dans le poème, notamment dans l’un des vers les plus célèbres d’Eliot : « Des yeux que je n’ose pas rencontrer en rêve ». Ces yeux font également référence à Béatrice de Dante.
Le poète dépeint des figures « Rassemblées sur cette plage du fleuve enflé » - tirant une influence considérable des troisième et quatrième chant de l'Enfer de Dante qui décrit les Limbes, le premier cercle de l'enfer - montrant l'homme incapable de traverser l'enfer ou même de prier pour la rédemption ; incapable, donc, de parler avec Dieu. Dansant « autour de la figue de Barbarie », les personnages vénèrent de faux dieux, rappelant les enfants et reflétant l'interprétation d'Eliot de la culture occidentale après la Première Guerre mondiale .
La dernière strophe est peut-être la poésie la plus citée d’Eliot : 
This is the way the world ends

This is the way the world ends

This is the way the world ends

Not with a bang but a whimper.
(Pierre Leyris traduit par « C'est ainsi que finit le monde / Pas sur un boom, mais sur un murmure. »)

Lorsqu'on lui a demandé en 1958 s'il écrirait à nouveau ces lignes, Eliot a répondu par la négative : 
 L’une des raisons est que, même si l’association de la bombe H n’a aucune pertinence, elle préoccuperait aujourd’hui tout le monde. Une autre est qu'il n'est pas sûr que le monde finira avec l'un ou l'autre. Les personnes dont les maisons ont été bombardées lui ont dit qu'elles ne se souvenaient d'aucun son. 
Parmi les autres références importantes, on trouve la prière du Seigneur, Jules César de Shakespeare et Un paria des îles de Joseph Conrad (pour la citation « La vie est très longue », qu'on trouve dans la section V).
L'horreur du poème pourrait aussi venir de la situation personnelle de T. S. Eliot, alors que son mariage est en échec, et que sa femme, alors Vivienne Haigh-Wood Eliot, a probablement une liaison avec Bertrand Russell.

## Publication
Le poème est publié pour la première fois le 23 novembre 1925, dans l'anthologie Poems: 1909-1925.
Eliot avait l'habitude de rassembler des poèmes et des fragments de poèmes pour les intégrer dans des cycles. Cela se voit clairement dans ce poème, ainsi que plus tard pour Mercredi des Cendres.
Il incorpore dans Les Hommes creux des poèmes publiés antérieurement, qui deviennent ainsi des parties d'un travail plus vaste. Dans le cas des Hommes creux, quatre des cinq sections du poème avaient déjà été publiées : 
- "Poème", publié dans l'édition de l'hiver 1924 de Commerce, est devenu la première partie des Hommes creux. Le poème est alors mis en face d'une traduction en français par Saint-John Perse[7].
- Dans le numéro de novembre 1924 de Chapbook, Dream Songs de Doris avait les trois poèmes suivants : « Les yeux que j'ai vus pour la dernière fois en larmes », « Le vent s'est levé à quatre heures » et « C'est la terre morte ». Le troisième poème est devenu la troisième partie des Hommes creux.
- Trois poèmes d'Eliot paraissent dans le numéro de janvier 1925 de son magazine Criterion : « Des yeux que je n'ose pas voir en rêve », « Des yeux que j'ai vus pour la dernière fois en larmes » et « Les yeux ne sont pas ici ». Le premier poème est devenu la partie II des Hommes creux et le troisième est devenu la partie IV.
- Le numéro de mars 1925 de Dial publia Les Hommes creux, I-III, qui fut finalement transformé en Les Hommes creux, parties I, II et IV dans Poems: 1909-1925.

## Influence dans la culture
Les Hommes creux a eu un effet profond sur la culture anglo-américaine - et, par une extension relativement récente, sur la culture mondiale - depuis sa publication en 1925. Les quatre dernières lignes du poème sont « probablement les lignes les plus citées de tous les poètes du XXe siècle écrivant en anglais »,.
La diversité des références déplace certaines des questions relatives à la signification du poème en dehors du domaine traditionnel de la critique littéraire et dans la catégorie beaucoup plus large des études culturelles. Nous ne citons qu'une partie des multiples références au poème.

### Cinéma
- Le poème d'Eliot a fortement influencé Francis Ford Coppola et le film Apocalypse Now (1979), dans lequel le colonel Kurtz (joué par Marlon Brando) est représenté en train de lire à haute voix des extraits du poème. Le DVD Complete Dossier du film comprend un court-métrage spécial de 17 minutes de Kurtz récitant le poème dans son intégralité. L'épigraphe du poème, "Messia Kurtz - lui mort", est une citation de Heart of Darkness (1899) de Conrad, sur laquelle le film est basé.
- La dernière strophe est imprimée vers par vers au début de la production télévisée de Stephen King de The Stand (1994). Le poème est également cité en partie par le personnage qui se sent responsable du virus mortel « Captain Trips » en train de se déchaîner.
- La bande-annonce du film Southland Tales (2006), réalisée par Richard Kelly, joue sur le poème en déclarant : « C'est ainsi que le monde se termine, pas avec un gémissement mais avec un bang ». Le film cite également le vers plusieurs fois, principalement en voix off.
- Dans le film A Star Is Born de George Cukor (1954), Matt Libby du studio de PR Jack Carson parle de la mort du personnage de James Mason, Norman Maine avec dédain : « C'est ainsi que se termine le monde : pas avec un bang - avec un gémissement ».
- La fin de Wind River met en scène un personnage à qui on donne une chance de liberté en courant pieds nus sur une distance de six miles. Ils n'y parviennent pas. Ils tombent rapidement et respirent à perdre haleine jusqu'à la mort. La personne responsable (à qui on a montré un homme tenant un fusil, ce qui impliquerait qu'ils tueraient le personnage s'ils ne couraient pas) parle à un autre personnage qui demande « comment sont-ils sortis ? », et la personne répond « avec un gémissement » (ce qui implique qu'ils auraient pu sortir « avec un bang », c'est-à-dire se faire tirer dessus à la place).
- Dans Indiana Jones et le Royaume du crâne de cristal, Harold Oxley (John Hurt) paraphrase une phrase du poème de 1925 d'Eliot, « Les yeux que j'ai vus en larmes », lorsqu'il dit : « À travers des yeux que j'ai vus en larmes, ici, dans le royaume des rêves de la mort, la vision dorée réapparaît. »
- Dans le film The Gorge, le poème est cité plusieurs fois, et le nom du poème sert à désigner une nouvelle espèce d'êtres vivants propre au scénario du film.

### Littérature
- La Tour sombre de Stephen King contient de nombreuses références aux Hommes creux (ainsi qu'à The Waste Land, plus particulièrement dans Dark Tower III: The Waste Lands[9]).
- King fait également référence au poème dans Pet Sematary (1983) avec : « Ou peut-être quelqu'un qui s'était échappé du poème d'Eliot sur les hommes creux. J'aurais dû être une paire de griffes déchiquetées », cette dernière phrase étant extraite du poème d'Eliot La Chanson d'amour de J. Alfred Prufrock (1915). Il existe également une référence dans Under the Dome (2009), faite par la journaliste Julia Shumway.
- Le roman de Kami Garcia 16 lunes contient cette citation.

### Multimédia
- Chris Marker a créé une œuvre multimédia de 19 minutes pour le Museum of Modern Art de New York intitulée Owls At Noon Prelude: The Hollow Men (2005), inspirée du poème d'Eliot[10].

### Jeux vidéo
- Dans le jeu vidéo Shadow Man, le dernier patron, Legion, cite « c'est comme ça que le monde se termine, Michael, pas avec une explosion, mais avec un gémissement » juste avant de donner le coup de grâce au protagoniste dans l'un des final.
- Le poème complet est inclus dans l'un des flashbacks dans Super Columbine Massacre RPG!
- Dans le jeu vidéo Kairo, il y a une citation du poème sur un mur à l'emplacement « supersecret ».
- Dans le jeu vidéo Metal Gear Solid 2: Les Fils de la Liberté, le colonel de l'IA cite dans son discours final « Et c'est ainsi que se termine le monde. Pas avec un coup, mais un gémissement »[11].
- Les bandes-annonces du jeu vidéo Halo 3 comportent une phrase faisant indirectement référence au poème: « Votre poète Eliot avait tort. C'est comme ça que le monde se termine. »

### Musique
- Denis ApIvor a écrit une œuvre intitulée Les Hommes creux pour baryton, chœur d'hommes et orchestre vers 1939. Il n'a eu qu'un seul spectacle, en 1950, sous la direction du chef Constant Lambert, et produit par la BBC sous l'influence d' Edward Clark[12].
- Le dernier vers du poème est cité dans la chanson Strength Through Music d'Amanda Palmer, basée sur la fusillade de Columbine.
- Le poème d'Eliot a inspiré Les Hommes creux (1944), une pièce pour trompette et orchestre à cordes du compositeur Vincent Persichetti et l'une de ses œuvres les plus populaires[13].
- Jon Foreman du groupe Switchfoot dit que la chanson Meant to Live est inspirée du poème d'Eliot[14].
- La chanson titre de l'album studio de The Smiths, The Queen Is Dead, contient le refrain de clôture répété, « Life is very long », que le parolier Morrissey a ensuite personnalisé en ajoutant la phrase « quand on est seul ».

### Télévision
- Émissions de télévision américaines 30 Rock, The Big Bang Theory, Northern Exposure, titre de la finale de la sixième saison de Dexter (dans laquelle le protagoniste cite également le verset principal), Dollhouse (dans l’épisode The Hollow Men), Frasier, Mad Men et The X-Files (sur l'épisode Pusher). The Haunting Hour (Épouvantail) The Stand (La Peste), The Odd Couple
- La série télévisée britannique The Fall fait référence au poème dans son titre et dans la série 1, épisode 3, le tueur en série Paul Spector écrit : « Entre l'idée et la réalité, Entre le mouvement et l'acte tombe à l'ombre » dans son journal de ses meurtres.
- Dans la série télévisée Netflix Travelers (saison 1, épisode 5), le personnage joué par Reilly Dolman, Phillip, fait référence au poème lorsqu'on lui pose la question « Comment le monde se termine-t-il ? »
- Dans la saison 4 de la finale des agents du SHIELD, Holden Radcliffe cite la strophe finale, mais est incapable de la terminer car il est effacé du monde virtuel qu'il a créé[15].
- Dans la saison 3 de Dr Who, épisode 6, "L'Expérience Lazarus", les vers finaux du poème de T.S. Eliot sont cités par le Docteur auprès de son compagnon, Martha Jones.

## Traductions françaises
- Dans La Terre vaine et autres poèmes, traduction par Pierre Leyris, Paris, Seuil, coll. Points/Poésie, 2014, p.110-116.